# Кінцевий аналіз (фільм)
«Кінцевий аналіз» (англ. Final Analysis) — американський фільм, психологічна драма режисера Філа Жоану.

## Сюжет
У фільмі розповідається про лікаря-психоаналітика (Річард Гір), котрий закохується у сестру (Кім Бейсінгер) своєї пацієнтки (Ума Турман). Коли його кохану звинувачують у вбивстві свого чоловіка, він робить усе можливе, щоб відстояти її на суді, довівши її тимчасову неповносправність у момент здійснення злочину. Після винесення позитивного для коханої вироку він починає розуміти, що став залученим у хитромудро задуманий план сестер.

## У ролях
- Річард Гір — Айзек Барр
- Кім Бейсінгер — Гізер Еванс
- Ума Турман — Даяна Бейлор
- Ерік Робертс — Джиммі Еванс
- Кіт Девід — Детектив Гаггінс
- Пол Гілфойл — Майк О'Браян